# Асыввож (приток Уюпа)
Асыввож (устар. Асыв-Вож) — река в России, течёт по территории Усть-Куломского района Республики Коми. Устье реки находится в 20 км по правому берегу реки Уюб на высоте 124 м над уровнем моря. Длина реки составляет 21 км.

## Этимология
Данный гидроним этимологически происходит от коми-пермяцкого языка, в котором слово Асыв — утро, а слово Вож — приток; ветвь; ответвление.

## Данные водного реестра
По данным государственного водного реестра России относится к Двинско-Печорскому бассейновому округу, водохозяйственный участок реки — Вычегда от истока до города Сыктывкар, речной подбассейн реки — Вычегда. Речной бассейн реки — Северная Двина.
Код объекта в государственном водном реестре — 03020200112103000015906.